# Route F224
La route F224, en islandais Þjóðvegur F224, aussi appelée Landmannalaugavegur, odonyme islandais signifiant littéralement en français « route du Landmannalaugar », est une courte piste islandaise en impasse qui permet d'accéder au Landmannalaugar depuis la route F208.

## Trajet

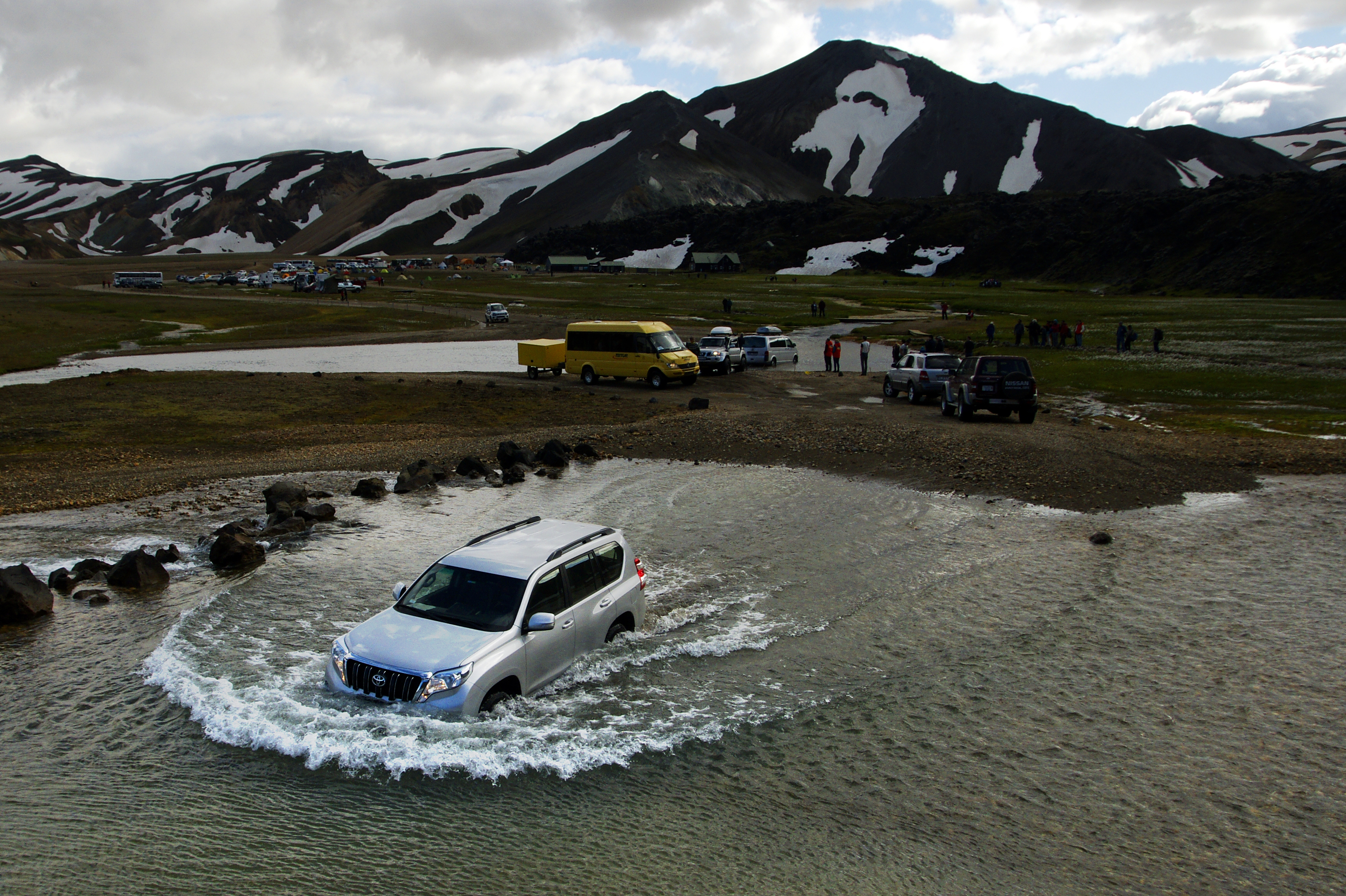
Vue d'une voiture franchissant le gué sur la Námskvísl non loin du Landmannalaugar.

- Route F208
- Námshraun
- - Passage de la Námskvísl
- - Passage de la source chaude du Landmannalaugar
- Refuge du Landmannalaugar